# Bernd Satzinger
Bernd Satzinger (* 19. Dezember 1977 in Wien) ist ein österreichischer Jazzmusiker (Kontrabass, E-Bass, Elektronik, Komposition, auch Gesang, Gitarre).

## Leben und Wirken
Satzinger erhielt zunächst Blockflötenunterricht an der Volksschule; als Jugendlicher beschäftigte er sich autodidaktisch mit Gitarre und E-Bass. Er absolvierte von 1998 bis 2003 ein Pädagogik-Studium Kontrabass und E-Bass an der Universität für Musik und darstellende Kunst Wien bei Albert Kreuzer und Willi Langer, das er mit Auszeichnung abschloss. Er hatte auch Unterricht bei Peter Herbert, Achim Tang, Georg Breinschmid, Hélène Labarrière und Jamaaladeen Tacuma. Ab 2011 nahm er auch Gesangsunterricht; von 2012 bis 2014 absolvierte er eine Sprecherausbildung an der „Schule des Sprechens“-.
Zu Satzingers Projekten zählen Kelomat mit Wolfgang Schiftner und Herbert Pirker, das international auftrat, die Rockformation Parterre mit Manu Mayr und Mathias Koch, bei der Satzinger als Gitarrist und Sänger in Erscheinung trat, und das Ensemble SEK mit Martin Eberle und Mathias Koch. Daneben war er als Sideman u. a. bei Studio Dan, bei der Hannes Löschel Stadtkapelle, Weana Korn und der Maja Osojnik Band tätig. Er ist Mitbegründer und ehemaliges Mitglied der JazzWerkstatt Wien. 2007 spielte er das Album Bernd Satzinger’s Wurschtsemmerl (Jazzwerkstatt) ein; beteiligt waren u. a. Philipp Jagschitz, Christian Grobauer und der Klingonen Chor.
Im Laufe seiner Karriere arbeitete Satzinger u. a. auch mit dem JazzWerkstattNuEnsemble, Viola Falb, Orges Toçe, Karl Ritter, Andy Manndorff, Walther Soyka sowie in Ensembles wie Die Strottern und Marynade. Im Bereich des Jazz war er laut Tom Lord zwischen 2003 und 2007 an 12 Aufnahmesessions beteiligt, u. a. auch in der Gruppe Jazz bei Ralf und Christiana Uikiza. Seit 2013 ist er verstärkt als elektronischer Musiker tätig, weiterhin auch als Theatermusiker, so 2015 bei den Salzburger Festspielen in Die Komödie der Irrungen.
Seit 1998 schrieb Satzinger zahlreiche Stücke für diverse Jazz- und Popensembles, so 2009 den einstündigen Liederzyklus „13 Lieder um die Zeit“, der 2010 im Echoraum in Wien Premiere hatte. 2012 wurde sein Stück „Hand“, in der „Strengen Kammer“ im Wiener Porgy & Bess uraufgeführt. Stilistisch bewegt sich Satzinger in den Bereichen Jazz, improvisierter Musik, Rockmusik bis hin zum Wienerlied und verarbeitet bevorzugt Texte und Gedichte in seinen Stücken. Ab 2002 war er zudem als Musikpädagoge an verschiedenen Schulen in Heiligenstadt, Pöchlarn und Hollabrunn tätig; des Weiteren unterrichtete er 2005/06 als Dozent beim Soundbase-Workshop/Wien und im Rahmen der JazzWerkstatt Wien.

## Auszeichnungen
2007 wurde Satzinger mit der Jazzwerkstatt Wien in der Kategorie „Newcomer“ mit dem Hans-Koller-Preis ausgezeichnet.

## Diskographische Hinweise
- deBas: Somersault (2000) mit Christian Grobauer, Wolfgang Schiftner
- Jazzart Project: What of It (2002), mit Georg Henke, Niki Friesenbichler, Peter Natterer
- Kelomat (PAN TAU-X Records, 2004)
- Kelomat: Moscow and Elsewhere (Jazzwerkstatt, 2007)
- FS:eins (JazzWerkstatt Records, 2016), mit Viola Falb
- Soft Kill Option: National Emergency (Freifeld, 2020), mit Markus Ohler, Mathias Koch[2]
- Viola Falb, Mark Holub, Bernd Satzinger: A Room for You (Slam, 2020)[3]